# Trichaptum
Trichaptum — рід грибів родини Polyporaceae. Назва вперше опублікована 1904 року.